# ژی‌جی‌سی
ژی‌جی‌سی (انگلیسی: JGC) شرکت ساخت‌ساز ژاپنی است، که در سال ۱۹۶۳ تأسیس شد.